# Kurt Caselli
Kurt Caselli (Palmdale, California, Estados Unidos, 30 de junio de 1983 -    Ensenada, Baja California, México, 15 de noviembre de 2013) fue un motociclista destacado en la especialidad de raid y enduro. Destacó en el Rally Dakar 2013, sustituyendo a Marc Coma con una KTM y ganando dos etapas en su primera participación.

## Primeros años
Caselli creció en Palmdale, California, niño de dos corredores del desierto que lo animaron en sus metas deportivas. Él comenzó a montar en moto a los 12 años con su padre en el Distrito Sur de California de 37. Su padre murió en 2008. Le animaron a seguir con su carrera su madre Nancy, su hermana Carolyn, y su prometida, Sarah White.

## Biografía
Entre sus logros como profesional destacan:
- Campeonato Nacional de Hound, en 2011, 2012, y 2013.
- AMA Deportista del Año en 2007.
- Múltiples medallas en los Seis Días de Enduro.
- Ganador del Desafío Ruta 40 en el Rally de Argentina de 2013.
- Dos etapas en el Rally Dakar 2013[2] con la fábrica KTM en lugar del lesionado Marc Coma.[3]
- Tres campeonatos en la Serie Mundial de Off Road Championship (WORCS).

## Fallecimiento y consecuencias
El 15 de noviembre de 2013, Caselli se estrelló mientras competía en la Baja Score 1000 para preparar el Rally Dakar 2014, una carrera en Baja California, México, después de chocar con un animal de gran tamaño a gran velocidad. Los primeros informes indicaron que él golpeó un piquero trampa hecha por el hombre, pero que en última instancia resultó ser una información incorrecta. Caselli no recibió atención médica inmediata, y murió en el lugar de su accidente al instante tras graves lesiones internas. Tenía 30 años. Su familia honró su vida y celebró organizando un día paseo memorial el 6 de diciembre de 2013 a Glen Helen Raceway en Devore, California.
La Score Internacional anunció medidas que han adoptado para mejorar la seguridad en las carreras futuras. En diciembre de 2013, la fundación Kurt Caselli fue establecida. Se le otorgaron becas y se abogó por una mejor seguridad de los pilotos.

## Resultados

### Rally Dakar
| Año  | Categoría | Vehículo | Posición | Etapas |
| ---- | --------- | -------- | -------- | ------ |
| 2013 | Motos     | KTM      | 31.º     | 2      |